# Pniaki (Gdeszyn)
Pniaki – kolonia wsi Gdeszyn w Polsce, położona w województwie lubelskim, w powiecie zamojskim, w gminie Miączyn.
W latach 1975–1998 kolonia administracyjnie należała do województwa zamojskiego.
Wierni Kościoła rzymskokatolickiego należą do parafii Wniebowzięcia Najświętszej Maryi Panny w Gdeszynie.